# Multi Viral
Multi_Viral é o quinto e mais recente álbum da banda porto-riquenha Calle 13, lançado em 1 de março de 2014. É o primeiro lançamento da banda com sua nova gravadora independente, El Abismo, já que eles finalizaram seu contrato com a Sony Music Latin.

## Contexto e gravação
O álbum foi mixado no Electric Lady Studios, em Greenwich Village, Nova Iorque.
Durante a gravação do álbum em San Juan, o compositor e instrumentista da banda Visitante viu as lâmpadas do estúdio se queimarem uma a uma conforme os meses se passaram. Ele prometeu não substituir nenhuma delas até que o álbum estivesse pronto, e a última lâmpada acabou queimando a uma semana da finalização, de forma que o músico prosseguiu com seu trabalho às escuras.
O álbum foi lançado em 1 de março de 2014, mesma data da primeira apresentação da banda em sua turnê sul-americana no Estádio Arquiteto Ricardo Etcheverry em Buenos Aires, Argentina. O público da turnê receberá um cartão para o download digital do álbum. Isto é parte do conceito "multi viral" do disco, conforme Visitante explica:
| “ | Eles sairão do show com este álbum, e então todas as músicas estarão em seus computadores, e definitivamente eles carregarão as músicas sei lá eu onde. Então o conceito multi viral será real. | ” |

O vocalista e letrista Residente disse também que o álbum não será promovido por cartazes, mas sim pelo boca-a-boca, viralmente.
Em 27 de fevereiro, a NPR Music disponibilizou o álbum inteiro para audição via streaming.

## Música e letras
Residente descreveu as letras do disco como sendo "mais existenciais" e disse ainda: "Repentinamente, eu comecei a ficar mais ciente, ou preocupado, com viver e morrer. Eu pensei, talvez eu possa fazer algo maior que política".
A faixa de abertura do álbum foi descrita por Jon Pareles como "um elegante trabalho chamber-pop, com sinais de harmonia de Beatles". A faixa traz o escritor uruguaio Eduardo Galeano na narração.
A faixa "Adentro" critica os gangsta rappers e suas letras consideradas agressivas por Residente, mas também traz Residente pedindo desculpas por ter insultado Luis Fortuño, então governador de Porto Rico, em um discurso de 2009. Estendendo sua autocrítica, Residente menciona uma Maserati usada que ele comprou durante os primeiros anos de sucesso do Calle 13, algo que ele posteriormente lamentou. O arrependimento foi tanto que o vídeo da faixa mostra Residente convidando a "juventude porto-riquenha influenciada pelo gangsta rap" a jogar suas armas e suas correntes dentro do carro, que depois é destruído pelo próprio Residente com um taco de beisebol cedido por seu ídolo Willie Mays. Comentando o vídeo e a faixa, Residente afirmou
| “ | Eu usei aquele carro por quatro meses, e ao final eu estava envergonhado de mim mesmo. Aquele carro, de certa forma, é parte de toda essa coisa: as armas, o ouro. Então eu vou destruí-lo em vídeo com todas essas armas dentro. | ” |

Quando Visitante estudou o conceito da canção, ele tentou não criar um rap típico, com rimas e loops. A dupla usou um jogo de troféus do Grammy Awards como instrumento de percussão para a faixa.
A faixa-título e primeiro single trata de manipulação da mídia e desinformação ao mesmo tempo em que dialoga com protestos como o Occupy Wall Street e Yo Soy 132.
A faixa "Ojos Color Sol" (terceiro single) é uma colaboração com o compositor cubano Silvio Rodríguez, uma influência de Residente. As letras falam sobre o fato de a luz solar não fazer falta caso desaparecesse, pois o olhar de uma mulher é tão forte quanto o brilho do astro.
O segundo single, "El Aguante", traz uma "alegre melodia sabor Irlanda na flauta". Ela é influenciada pela resistência irlandesa à assimilação e menciona vários outros conflitos históricos, guerras, regimes e ditaduras. O refrão da faixa é cantado por Residente e um grupo de pessoas. Algumas partes da faixa apresentam sons percussivos produzidos por Residente, Visitante e um terceiro homem batendo garrafas em uma tábua de madeira com vários objetos metálicos espalhados.
"Respira el Momento" (originalmente intitulada "La Vida") fala do ciclo da vida humana. O refrão traz um canto indígena americano feito pelo cantor nativo americano Vernon Foster, que eles descobriram no YouTube. Ele estava na Romênia na época da gravação do álbum, mas eles o fizeram voar para Porto Rico assim mesmo. Visitante afirma que a faixa reflete a maneira como ele se sentiu ao preparar o álbum, e que ela foi a primeira canção a ser concebida e última a ser concluída. Residente afirmou que foi difícil escrever uma letra que resumisse a vida, e que ele pesquisou dados como o número de pessoas que nascem e morrem todo dia, mês e ano; que distância uma pessoa percorre durante sua vida, etc. Um quarteto de cordas faz uma participação especial na faixa. O andamento de "Respira el Momento" foi feito para harmonizar com o batimento cardíaco de um bebê.

## Recepção

### Crítica
| Críticas profissionais | Críticas profissionais |
| Avaliações da crítica  | Avaliações da crítica  |
| Fonte                  | Avaliação              |
| ---------------------- | ---------------------- |
| Rolling Stone          | [ 11 ]                 |
| AllMusic               | [ 12 ]                 |

Will Hermes da Rolling Stone disse que a banda "fez um álbum de hip-hop - se este não for um termo muito ignorante - tão ambicioso quanto qualquer um em qualquer língua", e considerou a faixa-título, assim como o álbum todo, "uma lição prática simplesmente." David Jeffries do AllMusic disse que o álbum mantém o "comentário político" e o "salto de gênero em gênero" enquanto mostra "um senso de liberdade artística ganha". Ele também comentou que "é incrível como o álbum não rui decido ao seu peso, ou surge como uma seca aula cívica.

### Desempenho nas paradas
| Parada (2014)                     | Melhor posição |
| --------------------------------- | -------------- |
| Estados Unidos (Top Latin Albums) | 4              |
| Estados Unidos (Top Rap Albums)   | 23             |

### Premiações
Multi_Viral e suas canções receberam dez indicações para o Grammy Latino de 2014 - o mesmo número do lançamento de estúdio anterior deles, Entren los que quieran. O álbum em si foi indicado para Álbum do Ano e Melhor Álbum de Música Urbana. O terceiro single "Adentro" foi indicado para três categorias: Melhor Performance Urbana, Melhor Canção Urbana (para a qual "Cuando los pies besan el piso" também foi indicada) e Melhor Vídeo Versão Curta. O segundo single ("El Aguante") e o quarto single ("Ojos Color de Sol") também foram indicados para Melhor Canção Alternativa e Canção do Ano, respectivamente, e "Respira el Momento" foi indicada a Gravação do Ano. O produtor e instrumentista da banda, Visitante foi indicado para Produtor do Ano, não apenas por seu trabalho neste álbum, mas também por produzir "Todo Cae", de Jorge Drexler.
Em 2015, o álbum levou o Prêmio Grammy de "Melhor Álbum de Rock, Urbano ou Alternativo Latino".

## Faixas
Todas as letras escritas por Residente, todas as músicas compostas por Visitante.
| N.º            | Título                                                                      | Duração |  |
| 1.             | "Intro - El Viaje" (Intro - A Viagem, com Eduardo Galeano)                  | 2:01    |  |
| 2.             | "La Vida (Respira el Momento)" (Respire o Momento)                          | 5:29    |  |
| 3.             | "Interludio - Un Buen Día para Morir" (Interlúdio - Um Bom dia para Morrer) | 0:41    |  |
| 4.             | "El Aguante" (A tolerância)                                                 | 4:49    |  |
| 5.             | "Ojos Color Sol" (Olhos Cor de Sol (com Silvio Rodríguez)                   | 3:37    |  |
| 6.             | "Multi_Viral" (com Julian Assange, Kamilya Jubran e Tom Morello)            | 4:15    |  |
| 7.             | "Cuando los Pies Besan el Piso" (Quando os Pés Beijam o Solo)               | 3:54    |  |
| 8.             | "Adentro"                                                                   | 4:53    |  |
| 9.             | "Interludio - Stupid Is as Stupid Does"                                     | 0:59    |  |
| 10.            | "Los Idiotas"                                                               | 4:30    |  |
| 11.            | "Fuera de la Atmósfera del Cráneo"                                          | 3:55    |  |
| 12.            | "Perseguido" (com Biga Ranx)                                                | 4:45    |  |
| 13.            | "Gato Que Avanza, Perro Que Ladra" (Gato que Avança, Cachorro que Late)     | 5:08    |  |
| 14.            | "Me Vieron Cruzar" (Me Viram Cruzar)                                        | 3:55    |  |
| 15.            | "Así de Grande Son las Ideas" (As Ideias São Grandes Assim)                 | 5:11    |  |
| Duração total: | Duração total:                                                              | 58:12   |  |